# Port lotniczy Fargo-Hector
Port lotniczy Fargo-Hector (IATA: FAR, ICAO: KFAR) – port lotniczy położony 5 km na północny zachód od Fargo, w stanie Dakota Północna, w Stanach Zjednoczonych.